# Transz-csendes-óceáni Partnerség

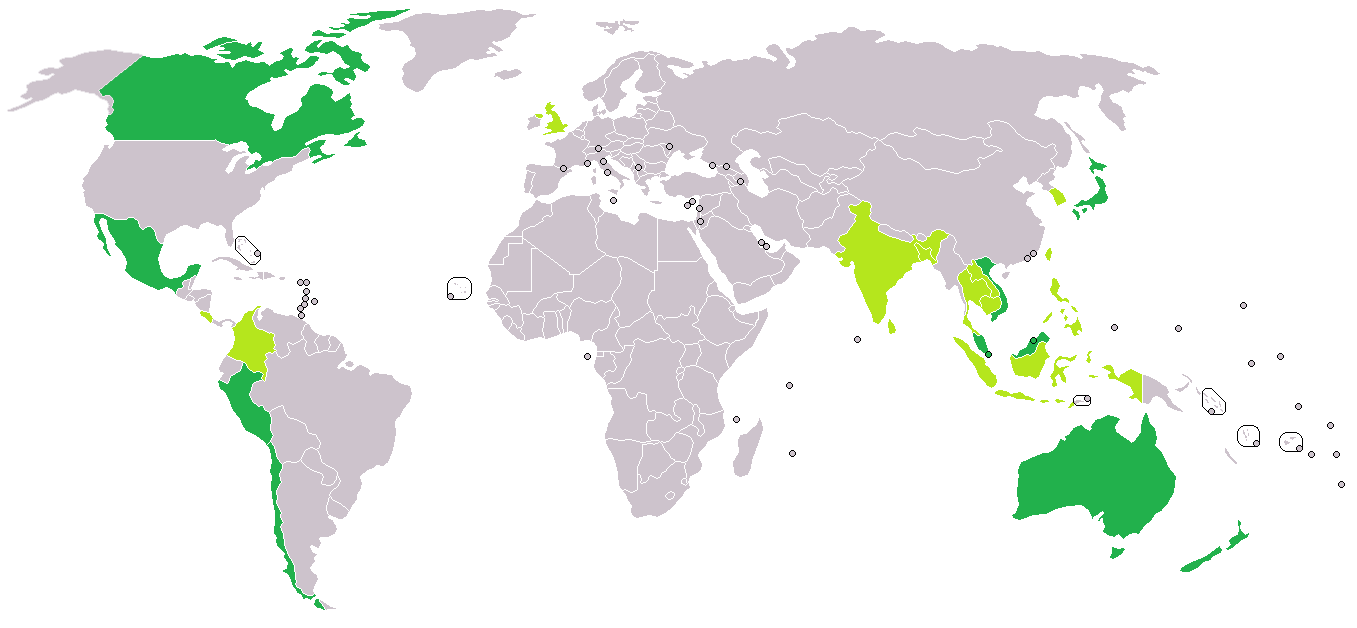

A Transz-csendes-óceáni Partnerségi Megállapodás, röviden a  Transz-csendes-óceáni Partnerség vagy a Csendes-óceáni Partnerség (angolul Trans-Pacific Partnership Agreement, röviden TPPA vagy TPP), egy Ausztrália, Brunei, Chile, az Egyesült Államok, Japán, Kanada, Malajzia, Mexikó, Peru, Szingapúr, Új-Zéland és Vietnám között létrejött szabadkereskedelmi megállapodás. 2017. január 23-án az Egyesült Államok felmondta az egyezményt, így az jelenleg már csak 11 országot tömörít.
A Megállapodás az eredetileg négy ország alkotta Transz-csendes-óceáni Stratégiai Gazdasági Társulási Egyezmény (angolul Trans-Pacific Strategic Economic Partnership, röviden TPSEP vagy P4) bővülésével jött létre. Bruneihez, Chiléhez, Szingapúrhoz és Új-Zélandhoz 2008-tól kezdődően további nyolc ország csatlakozott: Ausztrália, az Egyesült Államok, Japán, Kanada, Malajzia, Mexikó, Peru és Vietnám, ezzel elérve a tagállamok azóta változott, de meg nem haladott maximális számát.
Az alapításról szóló, hét év tárgyalását lezáró szerződés aláírására 2015. október 5-én, míg annak kiegészített, végleges változatának aláírására 2016. február 4-én került sor, ez utóbbira Aucklandben, Új-Zélandon. A tárgyalások a szemben álló felek egyet nem értésének okán húzódtak el hét évig, a vitás pontok közé mezőgazdasággal, személyi tulajdonjoggal, szolgáltatásokkal és beruházásokkal kapcsolatos kérdések tartoztak.
A Megállapodás két fő célt szolgál: intézkedéseket foganatosít a vámjellegű és a nem vámjellegű kereskedelmi korlátozások csökkentésének érdekében, illetve törekszik egy egységes vitarendezési mechanizmus kiépítésére a befektetők és az államok között (angolul Investor-State Dispute Settlement, röviden ISDS).
A TPP-tagországok közt megvalósul több más szabadkereskedelmi egyezmény is, egy közülük az Észak-amerikai Szabadkereskedelmi Egyezmény.

## Fordítás
- Ez a szócikk részben vagy egészben  a   Trans-Pacific Partnership című angol Wikipédia-szócikk fordításán alapul.  Az eredeti cikk szerkesztőit annak laptörténete sorolja fel. Ez a jelzés csupán a megfogalmazás eredetét és a szerzői jogokat jelzi, nem szolgál a cikkben szereplő információk forrásmegjelöléseként.